# 애플로 로그인
애플로 로그인(Sign in with Apple)은 애플이 운영하는 통합 인증 제공 서비스이다. 2019년 6월 3일 iOS 13과 같이 2019년 애플 세계 개발자 회의(WWDC19)에서 소개되었다.
사용자가 최소한의 개인 정보로 타사 서비스를 위한 계정을 만들 수 있도록 도와준다. 페이스북과 같은 소셜 네트워크 서비스 플랫폼이 제공하는 로그인 서비스와 달리, 타사 서비스의 자신의 개인정보에 대한 접근 허용 여부를 사용자가 직접 선택할 수 있다. 만약 사용자가 접근을 허용한다면, 이름과 이메일 주소를 제공한다.
사용자는 Apple ID와 연결된 이메일 주소를 선택하거나 "내 전자 메일 숨기기" 옵션을 선택하여 일회용 이메일 주소를 생성할 수 있다. 이렇게 생성된 일회용 주소는 privaterelay.appleid.com 도메인을 사용한다. 일회용(또는 릴레이) 이메일 주소로 전송된 메세지는 사용자의 기존 이메일 주소로 자동으로 전달되며, 필요한 경우 이 기능을 비활성화할 수도 있다. OAuth 2.0 및 Open과 호환되며, ID Connect 표준은 iOS, iPadOS 및 macOS에서 Face ID 및 Touch ID와 통합된다.

## 소프트웨어 개발에서의 사용성
2019년 9월 12일, 애플은 앱스토어 리뷰 가이드라인을 업데이트했다. 애플리케이션이 타 회사의 로그인 서비스를 사용한다면, 개발자가 '애플로 로그인'을 구현해야 한다고 규정하였다. 애플의 휴먼 인터페이스 원칙은 개발자들이 다른 제3자 로그인 서비스보다 '애플로 로그인'을 우선할 것을 권고하고 있다.
iOS 앱 외부에서의 사용을 위해, 애플은 안드로이드와 웹에서 '애플로 로그인'을 구현할 수 있는 자바스크립트 라이브러리도 제공한다.

## OpenID와의 호환성
2019년 10월, 애플은 '애플로 로그인'을 OpenID과 호환되도록 업데이트했다. 이전에는 'Proof Key for Code Exchange'(PKCE)를 제외해 사용자가 재전송 공격 및 코드 인젝션 위험에 노출되었다.